# Mallota fuca
Mallota fuca är en tvåvingeart som beskrevs av Thompson 2002. Mallota fuca ingår i släktet hålblomflugor, och familjen blomflugor. Inga underarter finns listade i Catalogue of Life.